# Кейти Касиди
Катрин Евелин Анита „Кейти“ Касиди (родена на 25 ноември 1986) е американска актриса, която играе в сериалите на The CW: Свръхестествено, Островът на обречените и Клюкарката и във филмите Когато звънне непознат, Черна Коледа, Кошмари на Елм Стрийт, Монте Карло.

## Биография
Касиди е родена в Лос Анджелис. Дъщеря е на Дейвид Касиди и на модела Шери Уилямс. Шери и Дейвид се разделят, но остават близки приятели. Бабата и дядото на Кейти от страна на баща ѝ са актьорите Джак Касиди и Евелин Уард.
Израства в Калабасас с майка си и доведения си баща Ричърд Бенедон. Има две по-големи сестри Джена и Джейми. Също така има и по-малък брат Боу Касиди.

## Филмография
| Година    | Заглавие                                  | Роля           | Бележки |
| --------- | ----------------------------------------- | -------------- | ------- |
| 2006      | Когато звънне непознат                    | Тифани Мадисън |         |
| 2006      | Загубата                                  | Ди Ди          |         |
| 2006      | Клик                                      | Саманта Нюман  |         |
| 2006      | Черна Коледа                              | Кели Пресли    |         |
| 2007      | Spin                                      | Апъл           |         |
| 2007      | Живей!                                    | Джул           |         |
| 2008      | Твърде лично                              | Аманда         |         |
| 2010      | Кошмари на Елм Стрийт                     | Крис           |         |
| 2011 2013 | Монте Карло Убий заради мен (Kill for me) | Ема Аманда     |         |
| 2014      | Драскачката                               | Суки           |         |

| Година      | Заглавие               | Роля            |                                                      |
| ----------- | ---------------------- | --------------- | ---------------------------------------------------- |
| 2003        | Дивизията              |                 | Епизод: „Oh Mother, Who Art Thou?“                   |
| 2005        | Listen Up!             | Ребека          | Епизод: „Snub Thy Neighbor“                          |
| 2005        | На седмото небе        | Зоуи            | 4 епизода                                            |
| 2005        | Секс, Любов & Тайни    | Габриел         | Епизод: „Secrets“ Episode: „Ambush“                  |
| 2007 – 2008 | Свръхестествено        | Руби            | 6 епизода                                            |
| 2009        | Островът на обречените | Триш Уилингтън  | 13 епизода                                           |
| 2009 – 2010 | Мелроус Плейс          | Ела Симс        | Главна роля (18 епизода)                             |
| 2010        | Клюкарката             | Джулиет Шарп    | Сезон 4; 11 епизода                                  |
| 2011        | Джорджтаун             | Ники Белмингтън | -                                                    |
| 2012 –      | Стрелата               | Лоръл Ланс      | 1 – 4 сезон главна роля, 5 – 8 сезон поддържаща роля |